# Üzleti angyal
Az üzleti angyal, vagy más néven angyalbefektető olyan kockázati tőkét befektető személy, aki nem pénzügyi szervezetként támogatja – jobbára – startup vállalkozások indítását.
Az üzleti angyalok lehetnek:
- korábbi „sorozat vállalkozók” (Serial Entrepreneur)
- befektetéshez értő vagyonos emberek
- családtagok, rokonok és bárki, aki érez magában bátorságot a tőke kihelyezésre

Ezt a formát a nemzetközi gyakorlatban 3F-nek is nevezik: "friends, family and fools". Ezzel arra utalva, hogy vagy a barátok és család, vagy "őrültek" adnak oda pénzt "hitből". Az üzleti angyal ugyanis jobbára szubjektív szempontok alapján és emocionális formában dönt a befektetésről: megérzésből, hitből és gyakorlati tapasztalatok mentén fogalmazza meg, hogy egy-egy potenciális tranzakcióban részt vesz-e. Az üzleti angyal számára nem a pénzügyi tervek bogarászása és elemzése a cél. Sőt sokszor azokon az üzleti kockázatokon is átsiklik, amelyeken egy hagyományos befektető (Venture Capitalist, azaz VC) már régen fennakadt volna. Az üzleti angyal nem kér jelzálogot, fedezetet és más piaci eszköze sincs a betett tőkéje visszaszerzésére. Célja a tőkéjének a megsokszorozása, és extra profit elérése. A befektetésért üzletrészt kap a céltársaságban és esetenként bizonyos irányítási, vagy garanciális előjogokat (pl. osztalék elsőbbség)
Az üzleti angyalok tranzakciós volumene, a magyar piaci gyakorlatban 3-5-10 millió forinttól az 50-60 milliós nagyságrendig terjed. Európai szinten ez elérheti a 200-300 ezer eurót, és a Szilícium-völgyben akár 1 millió dolláros befektetési nagyságrendben is történhet üzleti angyal akviráció. A Szilícium völgyben elterjedt az olyan többes befektetés (co-investment), ahol egyszerre akár 7-8 üzleti angyal száll be egy startup-ba.
Külön szakmai kategóriaként kezelik a super angel fogalmát, ami többnyire olyan szuper befektetőket jelöl, akik komoly trendelemzések alapján akár több millió dolláros nagyságrendben, fürtözött befektetési portfóliót alakítanak ki.
Magyarországon az Innostart Nemzeti és Innovációs Központ 2007-ben alapította a Magyar Üzleti Angyal Hálózatot, amely elsőként szervezte a hazai üzleti angyal közösséget. Az Innostart 2008-as megszűnését követően, 2 évig szünetelt a központ által életre hívott Üzleti Angyal Klub, amelyet aztán 2010. őszén Miskolczy Csaba indított újra www.hbaa.hu. Az Üzleti Angyal Klub 2013-ban megújult és azóta 2-3 havi rendszerességgel szervezi az eseményeit. Ezeken zárt körben találkoznak a hazai üzleti angyalok, és 5-6 potenciális befektetést kínáló startup prezentációját nézik meg.

## Híres magyar üzleti angyalok
- Bojár Gábor
- Fári Tamás
- Gattyán György
- Károlyi Antal
- Sáhó László
- Szőke Márton
- Várkonyi Attila
- Vinnai Balázs
- Balogh Péter

## Üzleti angyal tőkét közvetítő szervezetek, személyek
- www.hbaa.hu[halott link] és Miskolczy Csaba tanácsadó
- http://www.compleo-consulting.hu/[halott link]
- http://www.x-angel.hu/[halott link]